# Picktjärven
Picktjärven är en sjö i Örnsköldsviks kommun i Ångermanland och ingår i Nätraåns huvudavrinningsområde. Sjön har en area på 0,168 kvadratkilometer och ligger 338,5 meter över havet.

## Delavrinningsområde
Picktjärven ingår i det delavrinningsområde (703069-159283) som SMHI kallar för Utloppet av Picktjärnen. Medelhöjden är 352 meter över havet och ytan är 0,98 kvadratkilometer. Det finns inga avrinningsområden uppströms utan avrinningsområdet är högsta punkten. Vattendraget som avvattnar avrinningsområdet har biflödesordning 2, vilket innebär att vattnet flödar genom totalt 2 vattendrag innan det når havet efter 78 kilometer. Avrinningsområdet består mestadels av skog (65 procent). Avrinningsområdet har 0,16 kvadratkilometer vattenytor vilket ger det en sjöprocent på 16,6 procent.